# Wakita
Wakita é uma cidade  localizada no estado norte-americano de Oklahoma, no Condado de Grant.

## Demografia
Segundo o censo norte-americano de 2000, a sua população era de 420 habitantes.
Em 2006, foi estimada uma população de 387, um decréscimo de 33 (-7.9%).

## Geografia
De acordo com o United States Census Bureau tem uma área de
0,9 km², dos quais 0,9 km² cobertos por terra e 0,0 km² cobertos por água. Wakita localiza-se a aproximadamente 361 m acima do nível do mar.

## Localidades na vizinhança
O diagrama seguinte representa as localidades num raio de 24 km ao redor de Wakita.